# الی انونا
الی انونا (انگلیسی: Elie Onana; ۱۳ اکتبر ۱۹۵۱ – ۲ آوریل ۲۰۱۸) بازیکن فوتبال اهل کامرون بود.
وی همچنین در تیم ملی فوتبال کامرون بازی کرده‌است.